# Faro de Eierland
El faro de Eierland (en neerlandés: Vuurtoren Eierland) es un faro en la punta más septentrional de la isla de Texel al norte de los Países Bajos. Recibe su nombre de la antigua isla de Eierland. El faro fue diseñado por Quirinus Harder y la construcción comenzó el 25 de julio de 1863. El faro fue construido en la cima de una alta duna de arena de 20 metros, y se encendió el 1 de noviembre de 1864. En ese momento, la distancia desde el faro hasta el mar fue de 3 kilómetros. 
Inicialmente el faro tenía una lámpara de queroseno. La actual corriente de la lámpara (eléctrica) fluorescente es Philips 2000, y la luz es enfocada con una serie de lentes de Fresnel. Cuenta con dos lámparas de repuesto dispuestas de forma automática.